# Raumschiff Promet
Raumschiff Promet war eine von 1971 bis 1974 im Andromeda- bzw. Astro-Verlag in Köln erscheinende deutsche Science-Fiction-Heftromanserie. Seit 1999 erscheint eine Fortsetzung in Form mehrerer Subserien im Blitz-Verlag, nun im Taschenbuchformat bzw. als E-Book.

## Originalserie (Andromeda und Astro Verlag)
Die Serie wurde konzipiert von dem SF-Heftromanautor Kurt Brand, der zuvor schon bei den Reihen Perry Rhodan und Ren Dhark mitgearbeitet hatte und einen erheblichen Teil der Romane der Serie sowie anfangs die Exposés schrieb. Die Serie stellten den ambitionierten Versuch dar, der überaus erfolgreichen Perry-Rhodan-Reihe eine inhaltliche Alternative gegenüberzustellen. Es sollten daher nicht Weltraumimperien und Raumschlachten im Zentrum stehen,
sondern die friedliche Erkundung des Weltraums. Dementsprechend sind die Protagonisten keine „Führer der Menschheit“ und es wird keine galaktische Politik betrieben, sondern die Erforschung der Sterne ist zunächst einmal eine private Unternehmung. Anders als bei Perry Rhodan spielt auch Sexualität eine gewisse Rolle und es gibt eine weibliche Protagonistin, was zu jener Zeit in der deutschen Science Fiction ungewöhnlich war.
Ausgangspunkt der Handlung ist der von einer menschenähnlichen Rasse bewohnte Planet Moran, auf dem die Überlebenden eines Angriffs der „Schwarzen Raumer“ sich in einem unterirdischen Höhlensystem verbergen. Die Rasse steht vor dem Untergang und mit den letzten verbliebenen Mitteln wird ein überlichtschnelles Raumschiff gebaut, das sich auf die Suche nach einer neuen Heimat machen soll. In alten Schriften wird ein lebensfreundlicher, von Horden primitiver Wilder bewohnter Planet erwähnt. Der Expedition gelingt es, den Planeten zu finden. Wie sich herausstellt, haben die Wilden sich inzwischen weiterentwickelt und der Planet ist die Erde an der Schwelle des 22. Jahrhunderts. Beim Anflug auf die Erde kommt es zur Katastrophe, die nur Arn Borul überlebt, der von Peet Orell gefunden wird, dem Sohn des Chefs des mächtigen Konzerns HTO (die „HTO Cooperation“ ist die größte Raumschiffbaufirma der Erde). Die Existenz eines Angehörigen einer außerirdischen Rasse wird zunächst geheim gehalten und mit Hilfe von Arn Boruls technischem Wissen wird ein kleines Raumschiff mit Überlichtantrieb gebaut, die „Promet“. Zusammen mit Borul machen sich „Captain“ Peet Orell und seine Studienfreunde Jörn Callaghan und Vivien Raid (eine attraktive, technisch hochbegabte und sehr selbstbewusste Frau) auf die Suche nach dem Planeten Moran. Später kommen die Besatzungsmitglieder Szer (“Cher”) Ekka (= Astronavigator), Gus Yonker (=Funker), Pino Takkalainen (=Ingenieur) und Ben Ridgers (=Arzt) hinzu. Morans Koordinaten sind beim Absturz von Boruls Schiff jedoch leider verloren gegangen. Es beginnt eine Irrfahrt im Weltraum, auf der man überall Spuren der durch die Schwarzen Raumer gebrachten Zerstörungen findet. Es stellt sich heraus, dass die Schwarzen Raumer von Robotern bemannt sind. Deren Herren, die Cyclops, sind Opfer einer krankhaften Veränderung geworden. Nachdem man schließlich den Planeten Moran gefunden hat und die Überlebenden gerettet sind, macht man sich daran, die Basen der schwarzen Robotschiffe zu zerstören, wobei allerdings die Promet irreparabel beschädigt wird. Es wird ein neues, nun größeres Schiff gebaut, die Promet II, und man setzt damit die Erkundung der Galaxis fort, „von Stern zu Stern“, wie es im Untertitel der Serie heißt.
Auch bedingt durch die diversen Brüche der Publikationsgeschichte und Wechsel in der Autorengruppe gab es bei Raumschiff Promet nicht – wie etwa bei Perry Rhodan – große Zyklen, die sich über Dutzende von Heften erstreckten, sondern einige kleinere, immer wieder von Einzelromanen unterbrochene Zyklen. Eine Eigentümlichkeit der Erzählstruktur bei den von Brand verfassten Bänden, waren mehrere, parallel laufende Handlungsstränge, die sich über mehrere Hefte erstreckten.
Wie Brand hatten auch die anderen Autoren großenteils Erfahrung im Bereich Heftroman und Leihbuch. Die Autoren mit mehreren Titeln waren:
| Autor                       | Pseudonym(e)               | Hefte |
| --------------------------- | -------------------------- | ----- |
| Kurt Brand                  | Peter L. Starne            | 19    |
| Gisela Friebel              | G. S. Friebel              | 2     |
| Ronald M. Hahn              | I. S. Osten, Daniel Monroe | 5     |
| Peter Theodor Krämer        | P. T. Hooker               | 3     |
| Hans Peschke                | Peter Hansen               | 15    |
| Hermann Werner Peters       | Staff Caine, Bert Stranger | 11    |
| Gudrun Voigt und Karl Voigt | Georg P. Gray              | 3     |

Die Titelbilder der ersten neun Nummern waren Strichzeichnungen, ab Heft 10 wechselte man zu farbigen SF-Illustrationen in der Art der Perry-Rhodan-Cover, die erstmals in Heft 22 und ab den 30er Nummern durchgängig von Manfred Schneider gestaltet wurden.
Ursprünglich erschien die Serie der Raumschiff-Promet-Abenteuer in der Reihe Science Fiction Zukunftsroman des Andromeda Verlages. Nicht alle Titel dieser Reihe waren Raumschiff-Promet-Abenteuer, die mit dem Untertitel Arn Borul – Von Stern zu Stern erschienen, ab Heft 21 als Raumschiff Promet : Arn Borul – Von Stern zu Stern. Bis Heft 20 erschienen im Wechsel andere Titel mit geraden Nummern ohne Zusammenhang mit Raumschiff Promet.
Der kommerzielle Erfolg der Reihe ließ zu wünschen übrig und nach dem Konkurs des Andromeda Verlages wurde sie ab Heft 27 vom Astro Verlag in der Reihe Astro Sonderband weitergeführt. Nachdem Kurt Brand, der die Rechte an Raumschiff Promet hielt, vom Verlag nicht mehr bezahlt worden war und die Herausgabe weiterer Manuskripte verweigerte, wurde die Reihe gegen Brands Willen fortgesetzt. Nachdem es insbesondere seit dem Ausscheiden Brands keinen durchgehenden Handlungsfaden mehr gegeben hatte, war geplant, der Serie wieder eine Zyklus-Struktur zu geben und – aufgrund der rechtlichen Auseinandersetzungen zwischen dem Verlag und Brand – den Namen Raumschiff Promet in Raumschiff Titan zu ändern und die Protagonisten weitgehend auszutauschen. Dazu kam es aber nicht mehr. Die Reihe wurde mit Band 65 – dem ersten Band des geplanten Zyklus – abrupt eingestellt.

## Fortsetzung im Blitz-Verlag
Nachdem Anfang der 1990er zwei Versuche die Serie wiederzubeleben gescheitert waren, erwarb 1996 der Blitz-Verlag die Rechte, der zunächst ab 1999 in der Serie Raumschiff Promet – Classics die Raumschiff-Promet-Abenteuer der Originalserie in überarbeiteter Form neu auflegte, nunmehr nicht in Heftform, sondern als Taschenbücher, wobei durchschnittlich vier Hefte in einem Taschenbuch erschienen. Es blieb aber nicht bei Neuauflagen. Thomas Ziegler und Ronald M. Hahn schrieben Exposés für eine Subserie, die unter dem Titel Raumschiff Promet – Neue Abenteuer in zwölf Bänden von 1999 bis 2001 erschien. Eine weitere Fortsetzungsserie, Titan Sternabenteuer, erschien in 20 Bänden von 2002 bis 2007, wobei unter anderen Thomas Ziegler, Manfred H. Rückert und Jörg Kaegelmann, der Inhaber des Blitz-Verlags (unter dem Pseudonym S.H.A. Parzzival), die Exposés schrieben. Eine weitere Subserie, Star Voyager – Ein Titan-Sternabenteuer, nach einer Idee von E. C. Tubb erschien in zehn Bänden von 2009 bis 2014 in anspruchsvollerer Aufmachung als „exklusive Sammlerausgabe“. Die 2014 gestartete Subserie Die Abenteuer der Shalyn Shan setzte die Abenteuer von Shalyn Shan, der Kommandantin des Raumschiffs Titan und Protagonistin von Star Voyager, fort und erschien in E-Book-Form, wobei die ersten zehn Bände Neuauflagen der Star Voyager-Bände sind. Parallel dazu erscheint seit 2013 die Subserie Von Stern zu Stern, ab Band 6 ebenfalls als E-Book.
Autoren der Fortsetzungsserien mit mehr als einem Titel sind:
- Vanessa Busse
- Matthias Falke
- Werner K. Giesa
- Ronald M. Hahn
- Horst Hoffmann
- Olaf Kemmler
- Michael Knoke
- Gerd Lange
- Andrä Martyna
- Achim Mehnert
- Oliver Müller
- Jörg Kaegelmann (als S.H.A. Parzzival)
- Manfred H. Rückert
- Konrad Schaef
- Susan Schwartz
- Margret Schwekendiek
- H. W. Stein
- Y. F. Yenn
- Thomas Ziegler
- Andreas Zwengel

## Neuschreibung der Serie seit 2013
Seit 2013 wird die gesamte Serie von neuen Autoren neu verfasst. Zunächst wurden in der Reihe Von Stern zu Stern die Bände der klassischen Serie neu umgesetzt. Die Reihe endete 2025 nach 49 Bänden.
Seit 2021 erfolgt auch eine Neuschreibung der Neuen Abenteuer in der Reihe Sternenabenteuer. Die Reihe wird seit 2025 fortgesetzt mit einer Neuschreibung der ReiheTitan Sternenabenteuer.
Nach Abschluss der Reihe Von Stern zu Stern wird diese Reihe seit 2025 fortgesetzt in der neuen Reihe Zu den Sternen. In dieser Reihe erscheinen neue Romane (zum Teil nach alten Exposès). Es sind etwas 30 Bände geplant.
Die Neuschreibungen aller Reihen schließen aneinander an und münden in die parallel erscheinende Reihe Die Abenteuer der Shalyn Shan.

## Liste der Titel

### Originalserie
| Nr. | Autor                                                | Titel                               | Jahr | Serie             |
| --- | ---------------------------------------------------- | ----------------------------------- | ---- | ----------------- |
| 01  | Kurt Brand                                           | Als der Fremde kam                  | 1971 | Raumschiff Promet |
| 02  | Kurt Brand                                           | Genies vom Fließband                | 1972 |                   |
| 03  | G. S. Friebel                                        | Die Energiefalle                    | 1972 | Raumschiff Promet |
| 04  | Neil Porter (Pseudonym von Hermann Werner Peters)    | Aktion Gamma                        | 1972 |                   |
| 05  | G. S. Friebel                                        | Sprung ins All                      | 1972 | Raumschiff Promet |
| 06  | Kurt Brand (als Peter L. Starne)                     | Sternenjäger                        | 1972 |                   |
| 07  | Kurt Brand                                           | Angriff aus Alpha Centauri          | 1972 | Raumschiff Promet |
| 08  | Kurt Brand (als T. W. Marks)                         | Rückkehr aus dem Bellridge-System   | 1972 |                   |
| 09  | Bert Stranger                                        | Das Vermächtnis der Chirr           | 1972 | Raumschiff Promet |
| 10  | Kurt Brand (als Peter L. Starne)                     | Treibsand zwischen den Sternen      | 1972 |                   |
| 11  | Kurt Brand                                           | Die Wächter der Ewigen              | 1972 | Raumschiff Promet |
| 12  | Hilding Borgholm                                     | Flucht durch die Sternenräume       | 1972 |                   |
| 13  | Kurt Brand                                           | Planet der Zwillinge                | 1972 | Raumschiff Promet |
| 14  | Marc McMan (Pseudonym von Thomas R. P. Mielke)       | Unternehmen Barnavaal               | 1972 |                   |
| 15  | Bert Stranger                                        | Gestrandet auf Suuk                 | 1972 | Raumschiff Promet |
| 16  | John P. Vanda (Pseudonym von Manfred Böckl)          | Stadt der Wissenden                 | 1972 |                   |
| 17  | Kurt Brand                                           | Sternenduft                         | 1972 | Raumschiff Promet |
| 18  | Hans Peschke                                         | Detektiv der Sterne                 | 1972 |                   |
| 19  | Kurt Brand                                           | Transition in die Ewigkeit          | 1972 | Raumschiff Promet |
| 20  | Oliver Rieve (Pseudonym von Karl Heinz Strohbach)    | Und die Zeit bleibt nicht stehen    | 1972 |                   |
| 21  | Hans Peschke                                         | Sklavenwelt Pygma                   | 1972 | Raumschiff Promet |
| 22  | Bert Stranger                                        | Raumsprung nach Moran               | 1972 | Raumschiff Promet |
| 23  | Kurt Brand                                           | Amplituden-Tod                      | 1972 | Raumschiff Promet |
| 24  | Bert Stranger                                        | Planet der schwarzen Raumer         | 1972 | Raumschiff Promet |
| 25  | Hans Peschke                                         | Die Macht im Dunkeln                | 1972 | Raumschiff Promet |
| 26  | Kurt Brand                                           | Planet der Hoffnung                 | 1972 | Raumschiff Promet |
| 27  | Hans Peschke                                         | Echo aus der Vergangenheit          | 1972 | Raumschiff Promet |
| 28  | Kurt Brand                                           | Sternen-Gespenster                  | 1972 | Raumschiff Promet |
| 29  | Bert Stranger                                        | Im Todesring der 7 Sonnen           | 1972 | Raumschiff Promet |
| 30  | Hans Peschke                                         | Die Falle im Nichts                 | 1972 | Raumschiff Promet |
| 31  | Kurt Brand                                           | Neandertaler der Galaxis            | 1972 | Raumschiff Promet |
| 32  | Kurt Brand                                           | Als die Götter logen                | 1972 | Raumschiff Promet |
| 33  | Hans Peschke                                         | Die Fremden                         | 1972 | Raumschiff Promet |
| 34  | I. S. Osten                                          | Versunkene Welten                   | 1972 | Raumschiff Promet |
| 35  | Bert Stranger                                        | SOS von Mira Ceti                   | 1972 | Raumschiff Promet |
| 36  | Hans Peschke                                         | Ringplanet Satan 2                  | 1972 | Raumschiff Promet |
| 37  | Kurt Brand                                           | Out                                 | 1972 | Raumschiff Promet |
| 38  | Kurt Brand                                           | Die Wikinger vom Algol              | 1972 | Raumschiff Promet |
| 39  | Bert Stranger                                        | In den Fängen des Orff              | 1972 | Raumschiff Promet |
| 40  | Hans Peschke                                         | Gefangen im All                     | 1972 | Raumschiff Promet |
| 41  | Kurt Brand                                           | Tanz der Sonnen                     | 1972 | Raumschiff Promet |
| 42  | Hans Peschke                                         | Niklan, Planet der Angst            | 1972 | Raumschiff Promet |
| 43  | Staff Caine                                          | Kosmische Entscheidung              | 1973 |                   |
| 44  | Bert Stranger                                        | Das Geheimnis der Nekroniden        | 1973 | Raumschiff Promet |
| 45  | Hans Peschke                                         | Notlandung auf Wild World           | 1973 | Raumschiff Promet |
| 46  | P. T. Hooker                                         | Verschollen auf Arlega              | 1973 | Raumschiff Promet |
| 47  | George P. Gray                                       | Unuk – Stern der Hölle              | 1973 | Raumschiff Promet |
| 48  | Staff Caine                                          | Die Botschaft der Unheimlichen      | 1973 | Raumschiff Promet |
| 49  | Hans Peschke                                         | Andor – Sprung in die Vergangenheit | 1973 | Raumschiff Promet |
| 50  | P. T. Hooker                                         | Die Zeitmeister                     | 1973 | Raumschiff Promet |
| 51  | George P. Gray                                       | Im Zentrum der Milchstraße          | 1973 | Raumschiff Promet |
| 52  | I. S. Osten                                          | Orffs Sternstunde                   | 1973 | Raumschiff Promet |
| 53  | Hans Peschke                                         | Die Macht der Andorer               | 1973 | Raumschiff Promet |
| 54  | Ronald M. Hahn (als Daniel Monroe)                   | Das Galaktische Syndikat            | 1973 |                   |
| 55  | I. S. Osten                                          | Odyssee der Verlorenen              | 1973 | Raumschiff Promet |
| 56  | P. T. Hooker                                         | Die Straße der Sternenkönige        | 1973 | Raumschiff Promet |
| 57  | Hans Peschke                                         | Die Wolke des Verderbens            | 1973 | Raumschiff Promet |
| 58  | Peter Hansen (Pseudonym von Hans Peschke)            | Duell der Geister                   | 1974 |                   |
| 59  | Staff Caine                                          | Der Ruf der Agaren                  | 1974 | Raumschiff Promet |
| 60  | Hans Peschke                                         | Fehltransition                      | 1974 | Raumschiff Promet |
| 61  | I. S. Osten                                          | Sklavenhändler der Galaxis          | 1974 | Raumschiff Promet |
| 62  | Jeff Mescalero (Pseudonym von Hermann Werner Peters) | Das Vermächtnis der Tyraner         | 1974 |                   |
| 63  | George P. Gray                                       | Die Stadt im Eis                    | 1974 | Raumschiff Promet |
| 64  | Hans Peschke                                         | Das Rätsel von Noron                | 1974 | Raumschiff Promet |
| 65  | Staff Caine                                          | Katastrophe auf Bankor              | 1974 | Raumschiff Promet |
| 67  | Hans Peschke                                         | Überfall auf Riddle                 | 1988 | Raumschiff Promet |

### Fortsetzung
| Serie                                  | Nr.     | Autor                                                                           | Titel                                                                             | Jahr    | ISBN                            |
| Classic                                | Classic | Classic                                                                         | Classic                                                                           | Classic | Classic                         |
| -------------------------------------- | ------- | ------------------------------------------------------------------------------- | --------------------------------------------------------------------------------- | ------- | ------------------------------- |
| Classic                                | 01      | Kurt Brand                                                                      | Als der Fremde kam (Band 1, 3, 5, 7 der Originalserie)                            | 1999    | ISBN 3-932171-00-4              |
| Classic                                | 02      | Kurt Brand                                                                      | Gestrandet auf Suuk (Band 9, 11, 13, 15 der Originalserie)                        | 2000    | ISBN 3-932171-40-3              |
| Classic                                | 03      | Kurt Brand                                                                      | Raumsprung nach Moran (Band 17, 19, 21, 22 der Originalserie)                     | 2000    | ISBN 3-932171-41-1              |
| Classic                                | 04      | Kurt Brand                                                                      | Planet der Hoffnung (Band 23–26 der Originalserie)                                | 2000    | ISBN 3-932171-42-X              |
| Classic                                | 05      | Kurt Brand                                                                      | Sternen-Gespenster (Band 27–30 der Originalserie)                                 | 2000    | ISBN 3-932171-43-8              |
| Classic                                | 06      | Kurt Brand                                                                      | Als die Götter logen (Band 31–34 der Originalserie)                               | 2000    | ISBN 3-932171-44-6              |
| Classic                                | 07      | Kurt Brand                                                                      | SOS von Mira-Ceti (Band 35–36, 42 der Originalserie)                              | 2000    | ISBN 3-932171-45-4              |
| Classic                                | 08      | Kurt Brand                                                                      | In den Fängen des Orff (Band 38–41, 52 der Originalserie)                         | 2000    | ISBN 3-932171-46-2              |
| Classic                                | 09      | Kurt Brand                                                                      | Das Geheimnis der Nekroniden (Band 44–46, 48 der Originalserie)                   | 2001    | ISBN 3-932171-47-0              |
| Classic                                | 10      | Kurt Brand                                                                      | Die Macht der Andorer (Band 47, 51, 49, 53 der Originalserie)                     | 2001    | ISBN 3-89840-201-0              |
| Classic                                | 11      | Kurt Brand                                                                      | Die Zeitmeister (Band 55, 50, 56, 57 der Originalserie)                           | 2002    | ISBN 3-89840-202-9              |
| Classic                                | 12      | Kurt Brand                                                                      | Fehltransition (Band 59–61, 53 der Originalserie)                                 | 2002    | ISBN 3-89840-203-7              |
| Classic                                | 13      | Kurt Brand                                                                      | Katastrophe auf Bankor (Band 64, 65, 67 der Originalserie und Handlungsabschluss) | 2002    | ISBN 3-89840-204-5              |
| Neue Abenteuer                         |         |                                                                                 |                                                                                   |         |                                 |
| Neue Abenteuer                         | 01      | Konrad Schaef, Werner K. Giesa, Achim Mehnert, Manfred Wegener, Jörg Kaegelmann | 2107 – Vorstoß nach Katai                                                         | 1999    | ISBN 3-932171-70-5              |
| Neue Abenteuer                         | 02      | Wilfried A. Hary, Konrad Schaef                                                 | Die Meister des Lebens                                                            | 1999    | ISBN 3-932171-71-3              |
| Neue Abenteuer                         | 03      | Achim Mehnert, Konrad Schaef                                                    | Das Haus des Krieges                                                              | 1999    | ISBN 3-932171-72-1              |
| Neue Abenteuer                         | 04      | Achim Mehnert, Wilfried A. Hary                                                 | Entscheidung auf Toschawa                                                         | 1999    | ISBN 3-932171-73-X              |
| Neue Abenteuer                         | 05      | Konrad Schaef, Achim Mehnert                                                    | Das Tribunal der Häuser                                                           | 1999    | ISBN 3-932171-74-8              |
| Neue Abenteuer                         | 06      | Achim Mehnert, Konrad Schaef                                                    | Die Stunde der Verräter                                                           | 1999    | ISBN 3-932171-75-6              |
| Neue Abenteuer                         | 07      | Susan Schwartz, Achim Mehnert                                                   | Invasion der Biomechs                                                             | 1999    | ISBN 3-932171-76-4              |
| Neue Abenteuer                         | 08      | Konrad Schaef, Werner K. Giesa                                                  | Die oberste Instanz                                                               | 1999    | ISBN 3-932171-77-2              |
| Neue Abenteuer                         | 09      | Konrad Schaef, Achim Mehnert                                                    | Planet der Propheten                                                              | 1999    | ISBN 3-932171-78-0              |
| Neue Abenteuer                         | 10      | Ronald M. Hahn                                                                  | Im Auftrag des Sternenkaisers                                                     | 2000    | ISBN 3-932171-79-9              |
| Neue Abenteuer                         | 11      | Ronald M. Hahn, M. H. Rückert                                                   | Exilplanet Othan                                                                  | 2000    | ISBN 3-89840-101-4              |
| Neue Abenteuer                         | 12      | M. H. Rückert                                                                   | Im Reich der 12 Monde                                                             | 2001    | ISBN 3-89840-102-2              |
| Titan – Sternenabenteuer               |         |                                                                                 |                                                                                   |         |                                 |
| Titan – Sternenabenteuer               | 01      | Margret Schwekendiek, Martin Kay, Alfred Bekker                                 | Das Ende der HTO                                                                  | 2002    | ISBN 3-89840-103-0              |
| Titan – Sternenabenteuer               | 02      | Achim Mehnert                                                                   | Das Virtuversum                                                                   | 2003    | ISBN 3-89840-104-9              |
| Titan – Sternenabenteuer               | 03      | Michael K. Iwoleit                                                              | Am Rande des Abgrunds                                                             | 2004    | ISBN 3-89840-105-7              |
| Titan – Sternenabenteuer               | 04      | Achim Mehnert                                                                   | Söldner der Goch’dschiach                                                         | 2004    | ISBN 3-89840-106-5              |
| Titan – Sternenabenteuer               | 05      | Achim Mehnert                                                                   | Sturm auf den Feuerwall                                                           | 2004    | ISBN 3-89840-107-3              |
| Titan – Sternenabenteuer               | 06      | Antje Ippensen, Margret Schwekendiek                                            | Spur ins Parakon                                                                  | 2005    | ISBN 3-89840-108-1              |
| Titan – Sternenabenteuer               | 07      | Margret Schwekendiek, Alfred Bekker                                             | Tabu-Planet                                                                       | 2005    | ISBN 3-89840-109-X              |
| Titan – Sternenabenteuer               | 08      | Susan Schwartz, Margret Schwekendiek                                            | Die Anachronisten                                                                 | 2005    | ISBN 3-89840-120-0              |
| Titan – Sternenabenteuer               | 09      | Margret Schwekendiek                                                            | Gefrorene Zeit                                                                    | 2005    | ISBN 3-89840-121-9              |
| Titan – Sternenabenteuer               | 10      | S.H.A. Parzzival                                                                | Todesanzeigen                                                                     | 2005    | ISBN 3-89840-122-7              |
| Titan – Sternenabenteuer               | 11      | S.H.A. Parzzival                                                                | Germania                                                                          | 2006    | ISBN 3-89840-123-5              |
| Titan – Sternenabenteuer               | 12      | S.H.A. Parzzival                                                                | Gefühlsjäger                                                                      | 2006    | ISBN 3-89840-124-3              |
| Titan – Sternenabenteuer               | 13      | S.H.A. Parzzival                                                                | Himbeertod                                                                        | 2006    | ISBN 3-89840-125-1              |
| Titan – Sternenabenteuer               | 14      | S.H.A. Parzzival                                                                | Fledermaus                                                                        | 2006    | ISBN 3-89840-126-X              |
| Titan – Sternenabenteuer               | 15      | S.H.A. Parzzival                                                                | Krakentanz                                                                        | 2006    | ISBN 3-89840-127-8              |
| Titan – Sternenabenteuer               | 16      | Horst Hoffmann                                                                  | Dorlog                                                                            | 2006    | ISBN 3-89840-128-6              |
| Titan – Sternenabenteuer               | 17      | Horst Hoffmann                                                                  | Sternenkind                                                                       | 2007    | ISBN 978-3-89840-129-6          |
| Titan – Sternenabenteuer               | 18      | S.H.A. Parzzival                                                                | Blutkriege                                                                        | 2007    | ISBN 978-3-89840-130-2          |
| Titan – Sternenabenteuer               | 19      | S.H.A. Parzzival, Michelle Stern, Andrä Martyna                                 | Tränenmelodie                                                                     | 2008    | ISBN 978-3-89840-131-9          |
| Titan – Sternenabenteuer               | 20      | S. H. A. Parzzival, Michael Knoke, Andrä Martyna                                | Das Lächeln der Angst                                                             | 2008    | ISBN 978-3-89840-133-3          |
| Star Voyager                           |         |                                                                                 |                                                                                   |         |                                 |
| Star Voyager                           | 0       | Matthias Falke, Michael Knoke                                                   | Der Virenplanet                                                                   | 2009    | ISBN 978-3-89840-281-1          |
| Star Voyager                           | 01      | Matthias Falke, Y. F. Yenn                                                      | Die Tochter des Pfauen                                                            | 2010    | ISBN 978-3-89840-289-7          |
| Star Voyager                           | 02      | Matthias Falke, Y. F. Yenn                                                      | Welt der Kraken                                                                   | 2010    | ISBN 978-3-89840-314-6          |
| Star Voyager                           | 03      | Matthias Falke                                                                  | Der Schwarm aus Stahl                                                             | 2011    | ISBN 978-3-89840-316-0          |
| Star Voyager                           | 04      | Matthias Falke, S.H.A. Parzzival                                                | In den Grauzonen                                                                  | 2011    | ISBN 978-3-89840-321-4          |
| Star Voyager                           | 05      | S.H.A. Parzzival                                                                | Der stählerne Krieg                                                               | 2012    | ISBN 978-3-89840-322-1          |
| Star Voyager                           | 06      | Achim Mehnert                                                                   | Das Orakel von Chron                                                              | 2011    | ISBN 978-3-89840-326-9          |
| Star Voyager                           | 07      | Achim Mehnert                                                                   | Notruf aus Katai                                                                  | 2011    | ISBN 978-3-89840-328-3          |
| Star Voyager                           | 08      | Matthias Falke, S.H.A. Parzzival                                                | Die schwarze Pagode                                                               | 2012    | ISBN 978-3-89840-335-1          |
| Star Voyager                           | 09      | Matthias Falke, S.H.A. Parzzival                                                | Planet der schwarzen Raumer                                                       | 2014    | ISBN 978-3-89840-343-6          |
| Von Stern zu Stern                     |         |                                                                                 |                                                                                   |         |                                 |
| Von Stern zu Stern                     | 01      | Christian Montillon, Oliver Müller                                              | Aufbruch                                                                          | 2013    | ISBN 978-3-89840-344-3          |
| Von Stern zu Stern                     | 02      | Oliver Müller                                                                   | Sprung ins Ungewisse                                                              | 2014    | ISBN 978-3-89840-392-4          |
| Von Stern zu Stern                     | 03      | Vanessa Busse                                                                   | Dunkle Energie                                                                    | 2014    | ISBN 978-3-89840-397-9          |
| Von Stern zu Stern                     | 04      | Vanessa Busse                                                                   | Angriff aus dem Nichts                                                            | 2014    | ISBN 978-3-89840-400-6          |
| Von Stern zu Stern                     | 05      | Oliver Müller                                                                   | Gefangene der Doppelsonne                                                         | 2014    | ISBN 978-3-89840-408-2          |
| Von Stern zu Stern                     | 06      | Achim Mehnert                                                                   | Das Vermächtnis der Moraner                                                       | 2014    | ISBN 978-3-89840-408-2 (E-Book) |
| Von Stern zu Stern                     | 07      | Rainer Schorm                                                                   | Jedermanns Feind                                                                  | 2015    | ISBN 978-3-95719-497-8 (E-Book) |
| Von Stern zu Stern                     | 08      | H. W. Stein, Oliver Müller                                                      | Die Sklavenwelt                                                                   | 2015    | ISBN 978-3-95719-498-5 (E-Book) |
| Von Stern zu Stern                     | 09      | Achim Mehnert                                                                   | Todesdrohung schwarzer Raumer                                                     | 2015    | ISBN 978-3-95719-499-2 (E-Book) |
| Von Stern zu Stern                     | 10      | Vanessa Busse                                                                   | Entscheidung: Risiko                                                              | 2015    | ISBN 978-3-95719-500-5 (E-Book) |
| Von Stern zu Stern                     | 11      | Ben B. Black                                                                    | Zegatos Kinder                                                                    | 2016    | ISBN 978-3-95719-571-5 (E-Book) |
| Von Stern zu Stern                     | 12      | Michael Edelbrock                                                               | Fremde Seelen                                                                     | 2016    | ISBN 978-3-95719-572-2 (E-Book) |
| Von Stern zu Stern                     | 13      | Achim Mehnert                                                                   | Böser Zwilling                                                                    | 2016    | ISBN 978-3-95719-573-9 (E-Book) |
| Von Stern zu Stern                     | 14      | Achim Mehnert                                                                   | Sternentod                                                                        | 2016    | ISBN 978-3-95719-574-6 (E-Book) |
| Von Stern zu Stern                     | 15      | Achim Mehnert                                                                   | Das Ende der Promet                                                               | 2016    | ISBN 978-3-95719-575-3 (E-Book) |
| Von Stern zu Stern                     | 16      | Achim Mehnert                                                                   | Tötet Harry T. Orell!                                                             | 2016    | ISBN 978-3-95719-576-0 (E-Book) |
| Von Stern zu Stern                     | 17      | Achim Mehnert                                                                   | Das galaktische Archiv                                                            | 2017    | ISBN 978-3-95719-577-7 (E-Book) |
| Von Stern zu Stern                     | 18      | H. W. Stein                                                                     | Der Tod und das Leben                                                             | 2017    | ISBN 978-3-95719-578-4 (E-Book) |
| Von Stern zu Stern                     | 19      | Achim Mehnert                                                                   | Die Delegation                                                                    | 2017    | ISBN 978-3-95719-579-1 (E-Book) |
| Von Stern zu Stern                     | 20      | Achim Mehnert                                                                   | Das Attentat                                                                      | 2018    | ISBN 978-3-95719-580-7 (E-Book) |
| Von Stern zu Stern                     | 21      | Achim Mehnert                                                                   | Flucht aus der Terrorstadt                                                        | 2018    | ISBN 978-3-95719-581-4 (E-Book) |
| Von Stern zu Stern                     | 22      | Achim Mehnert                                                                   | Die Tragödie von Gij                                                              | 2018    | ISBN 978-3-95719-582-1 (E-Book) |
| Von Stern zu Stern                     | 23      | Gerd Lange                                                                      | Das fremde Ich                                                                    | 2019    | ISBN 978-3-95719-583-8 (E-Book) |
| Von Stern zu Stern                     | 24      | Andreas Zwengel                                                                 | Geheimwaffe Psychomat                                                             | 2019    | ISBN 978-3-95719-584-5 (E-Book) |
| Von Stern zu Stern                     | 25      | Andreas Zwengel                                                                 | Im Bann der roten Sonne                                                           | 2019    | ISBN 978-3-95719-585-2 (E-Book) |
| Von Stern zu Stern                     | 26      | Andreas Zwengel                                                                 | Das Schiff der S-herer                                                            | 2019    | ISBN 978-3-95719-586-9 (E-Book) |
| Von Stern zu Stern                     | 27      | Gerd Lange                                                                      | Das Eindenker-Tribunal                                                            | 2019    | ISBN 978-3-95719-587-6 (E-Book) |
| Von Stern zu Stern                     | 28      | Andreas Zwengel                                                                 | Der Bote des Todes                                                                | 2019    | ISBN 978-3-95719-588-3 (E-Book) |
| Von Stern zu Stern                     | 29      | Gerd Lange, Andreas Zwengel                                                     | Alarm im Solsystem                                                                | 2020    | ISBN 978-3-95719-589-0 (E-Book) |
| Von Stern zu Stern                     | 30      | Andreas Zwengel                                                                 | Negor in Not                                                                      | 2020    | ISBN 978-3-95719-590-6 (E-Book) |
| Von Stern zu Stern                     | 31      | Andreas Zwengel                                                                 | Im Reich des Orff                                                                 | 2020    | ISBN 978-3-95719-591-3 (E-Book) |
| Die Abenteuer der Shalyn Shan (E-Book) |         |                                                                                 |                                                                                   |         |                                 |
| Die Abenteuer der Shalyn Shan          | 01      | Michael Knoke und Matthias Falke                                                | Der Virenplanet                                                                   | 2014    | ISBN 978-3-95719-451-0          |
| Die Abenteuer der Shalyn Shan          | 02      | Matthias Falke, Y. F. Yenn                                                      | Die Tochter des Pfauen                                                            | 2014    | ISBN 978-3-95719-452-7          |
| Die Abenteuer der Shalyn Shan          | 03      | Matthias Falke, Y. F. Yenn                                                      | Welt der Kraken                                                                   | 2014    | ISBN 978-3-95719-453-4          |
| Die Abenteuer der Shalyn Shan          | 04      | Matthias Falke                                                                  | Der Schwarm aus Stahl                                                             | 2014    | ISBN 978-3-95719-454-1          |
| Die Abenteuer der Shalyn Shan          | 05      | Matthias Falke, S.H.A. Parzzival                                                | In den Grauzonen                                                                  | 2014    | ISBN 978-3-95719-455-8          |
| Die Abenteuer der Shalyn Shan          | 06      | S.H.A. Parzzival                                                                | Der stählerne Krieg                                                               | 2014    | ISBN 978-3-95719-456-5          |
| Die Abenteuer der Shalyn Shan          | 07      | Matthias Falke, S.H.A. Parzzival                                                | Die schwarze Pagode                                                               | 2014    | ISBN 978-3-95719-457-2          |
| Die Abenteuer der Shalyn Shan          | 08      | Matthias Falke, S.H.A. Parzzival                                                | Planet der Schwarzen Raumer                                                       | 2014    | ISBN 978-3-95719-458-9          |
| Die Abenteuer der Shalyn Shan          | 09      | Achim Mehnert                                                                   | Das Orakel von Chron                                                              | 2014    | ISBN 978-3-95719-459-6          |
| Die Abenteuer der Shalyn Shan          | 10      | Achim Mehnert                                                                   | Notruf aus Katai                                                                  | 2014    | ISBN 978-3-95719-460-2          |
| Die Abenteuer der Shalyn Shan          | 11      | Achim Mehnert                                                                   | Tod eines Cyborgs                                                                 | 2014    | ISBN 978-3-95719-461-9          |
| Die Abenteuer der Shalyn Shan          | 12      | Achim Mehnert                                                                   | Der ewige Feind                                                                   | 2014    | ISBN 978-3-95719-462-6          |
| Die Abenteuer der Shalyn Shan          | 13      | Achim Mehnert                                                                   | Welt in Flammen                                                                   | 2014    | ISBN 978-3-95719-463-3          |
| Die Abenteuer der Shalyn Shan          | 14      | Andreas Zwengel                                                                 | Die letzte Fahrt der HINDENBURG II                                                | 2016    | ISBN 978-3-95719-464-0          |
| Die Abenteuer der Shalyn Shan          | 15      | Andreas Zwengel                                                                 | Unsterbliche Rache                                                                | 2016    | ISBN 978-3-95719-465-7          |
| Die Abenteuer der Shalyn Shan          | 16      | Andreas Zwengel                                                                 | Der Weg der Kriegerin                                                             | 2016    | ISBN 978-3-95719-466-4          |
| Die Abenteuer der Shalyn Shan          | 17      | Andreas Zwengel                                                                 | Die Janus-Attentate                                                               | 2017    | ISBN 978-3-95719-467-1          |
| Die Abenteuer der Shalyn Shan          | 18      | Andreas Zwengel, Olaf Kemmler                                                   | Das Auge des Ra                                                                   | 2018    | ISBN 978-3-95719-468-8          |
| Die Abenteuer der Shalyn Shan          | 19      | Andreas Zwengel, Olaf Kemmler                                                   | Die fremde Macht                                                                  | 2018    | ISBN 978-3-95719-469-5          |
| Die Abenteuer der Shalyn Shan          | 20      | Andreas Zwengel, Olaf Kemmler                                                   | Die Ruinen von Antaran                                                            | 2018    | ISBN 978-3-95719-470-1          |
| Die Abenteuer der Shalyn Shan          | 21      | Andreas Zwengel, Olaf Kemmler                                                   | Ewige Verdammnis                                                                  | 2018    | ISBN 978-3-95719-471-8          |
| Die Abenteuer der Shalyn Shan          | 22      | Andreas Zwengel, Olaf Kemmler                                                   | Flucht aus Luna Asylum                                                            | 2018    | ISBN 978-3-95719-472-5          |
| Die Abenteuer der Shalyn Shan          | 23      | Andreas Zwengel, Olaf Kemmler                                                   | Das kosmische Testament                                                           | 2019    | ISBN 978-3-95719-473-2          |
| Die Abenteuer der Shalyn Shan          | 24      | Andreas Zwengel                                                                 | Todeswellen                                                                       | 2019    | ISBN 978-3-95719-474-9          |
| Die Abenteuer der Shalyn Shan          | 25      | Andreas Zwengel                                                                 | Neptuns Tochter                                                                   | 2019    | ISBN 978-3-95719-475-6          |
| Die Abenteuer der Shalyn Shan          | 26      | Andreas Zwengel                                                                 | Der Rat der Acht                                                                  | 2019    | ISBN 978-3-95719-476-3          |